# 今井凌雪
今井 凌雪（いまい りょうせつ、本名：今井 潤一（いまい じゅんいち）、1922年12月19日 - 2011年7月26日）は、日本の書家。筑波大学名誉教授。書法研究雪心会会長。「読売書法会」常任総務。社団法人「日展」参事。社団法人「日本書芸院」名誉顧問。「國際書道連盟」顧問。

## 経歴
奈良県奈良市生まれ。郡山中学（現奈良県立郡山高等学校）、天理語学専門学校（現天理大学外国語学部）卒業後、駸々堂入社。1949年立命館大学法文学部経済学科卒業。中谷釜雙、辻本史邑に師事。
東京教育大学、筑波大学、大東文化大学で教授、大東文化大学書道文化センター所長を歴任、1988年、大東文化大学書道研究所初代所長（1991年まで）に就任した。中国では西泠印社名誉社員、浙江中国美術学院客員教授、上海復旦大学兼職教授を歴任し高い評価を得る。
テレビにおいては、NHK教育テレビ「婦人百科」「NHK趣味講座 書道に親しむ」（1983年4月 - 9月）「NHK趣味講座 書道に親しむ－行書 草書－」（1985年10月 - 1986年3月）の講師を務める。朝日新聞社主催「現代書道二十人展」のメンバーでもあった。
黒沢明監督作品「乱」（1985年）「夢」（1990年）「まあだだよ」（1993年）の題字を担当したことでも知られ、2002年には映画「阿弥陀堂だより」の題字も、また岩波書店の新日本古典文学大系の題字も担当した。
2011年7月26日、膵臓がんのため死去。88歳没。

## 主な受賞歴
- 1952年、奈良県文化賞
- 1982年、日展文部大臣賞
- 1987年、日本芸術院賞・恩賜賞[3]。勲三等瑞宝章受章。

## 著作本、執筆
著書
- 「書道漢字－初歩から創作まで」（日本放送出版協会）
- 「条幅の手引き（上）」（みかさ堂）
- 「年賀状の書き方 年賀文例集付」（駸々堂出版）
- 「書を志す人へ 1，2」（二玄社）
- 「入門書道全集 1 楷書」（実業之日本社）
- 「小学生の書道講座」（二玄社）
- 「書道技法講座 13 孫過庭 書譜」（二玄社）
- 「書道上級 漢字解説書」（NHK学園）
- 「中国書蹟大観 2」（講談社）
- 「臨書手本 5 今井凌雪臨蘭亭叙」（二玄社）
- 「今井凌雪の書道入門 上、中、下巻」（講談社）
- 「今井凌雪の書道 臨書を生かす 上、中、下巻」（講談社）

訳本
- 「書画鑑定のてびき」（二玄社）

雑誌、ムック、特集、連載
- 「現代の実力作家」（「墨」第65号 芸術新聞社）
- 「絵の教室」（「月刊一枚の繪」一枚の繪）
- 「漢字の書」（「おとなの学校 3 書の教室」別冊太陽 平凡社）

監修、編集
- 「書と人と詞－真行草のすがた （日本の美と文化 第6巻）」（講談社）
- 「読売書法講座 第5巻 漢字応用」（読売新聞社）
- 「中国書蹟大観 全七巻」（講談社）

パンフレット
- 「'73日本書芸院「蘭亭展」を見る人のために」（社団法人 日本書芸院）
- 「辻本史邑展のしおり」（社団法人 日本書芸院）

作品集
- 「今井凌雪 自選作品」（書法研究 雪心会）
- 「今井凌雪」（教育出版）

定期刊行誌
- 「雪心」（小中学生用競書雑誌）（（有）雪心）
- 「新書鑑」（高校生以上、一般用競書雑誌）（（有）雪心）

学校教科書
- 「新編 書道 II」（教育出版）

寄稿
- 「九成宮醴泉銘を習う人たちのために」 (「書道技法講座 1 欧陽詢 九成宮醴泉銘」二玄社)
- 「草書作品の構想」（「書道講座 第3巻 草書」二玄社）
- 「王羲之書跡伝承の両面性」（「書道研究」1987年7月号 美術新聞社）
- 「「ヘディン文書」の周辺」（「書道研究」1988年10月号 美術新聞社）
- 「王羲之とは何か」（「季刊墨スペシャル03「王羲之」」芸術新聞社）
- 「素朴と古びに魅せられて」（「季刊 書道ジャーナル 7号」書道ジャーナル研究所）
- 「史邑先生の思い出」（「生誕100年記念 辻本史邑展図冊」日本書芸院、産経新聞社）
- 「金文を語る」（「白川静 回思九十年」平凡社）

映像
- 「書・20世紀の巨匠たち（VHS・DVD）第二巻」（天来書院）
- 「NHK 書道講座 書道に親しむ (VHS全10巻)」 (NHKビデオ)
- 「王羲之の書 今井凌雪先生の楽しみの書12ヵ月 (VHS)」 (福武書店)

題字
- 「阿弥陀堂だより」
- 「新日本古典文学大系」（岩波書店）
- 「字統」（平凡社）
- 「字訓」（平凡社）
- 「新桃太郎伝説」（スーパーファミコン用ソフト、ハドソン）

## 名所、名跡
- 室生寺
- 平城宮址 朱雀門の扁額
- 奈良県立万葉文化館 万葉歌碑
- 奈良興福寺南円堂灯籠銘文「平成観音讃」
- 文部科学省看板

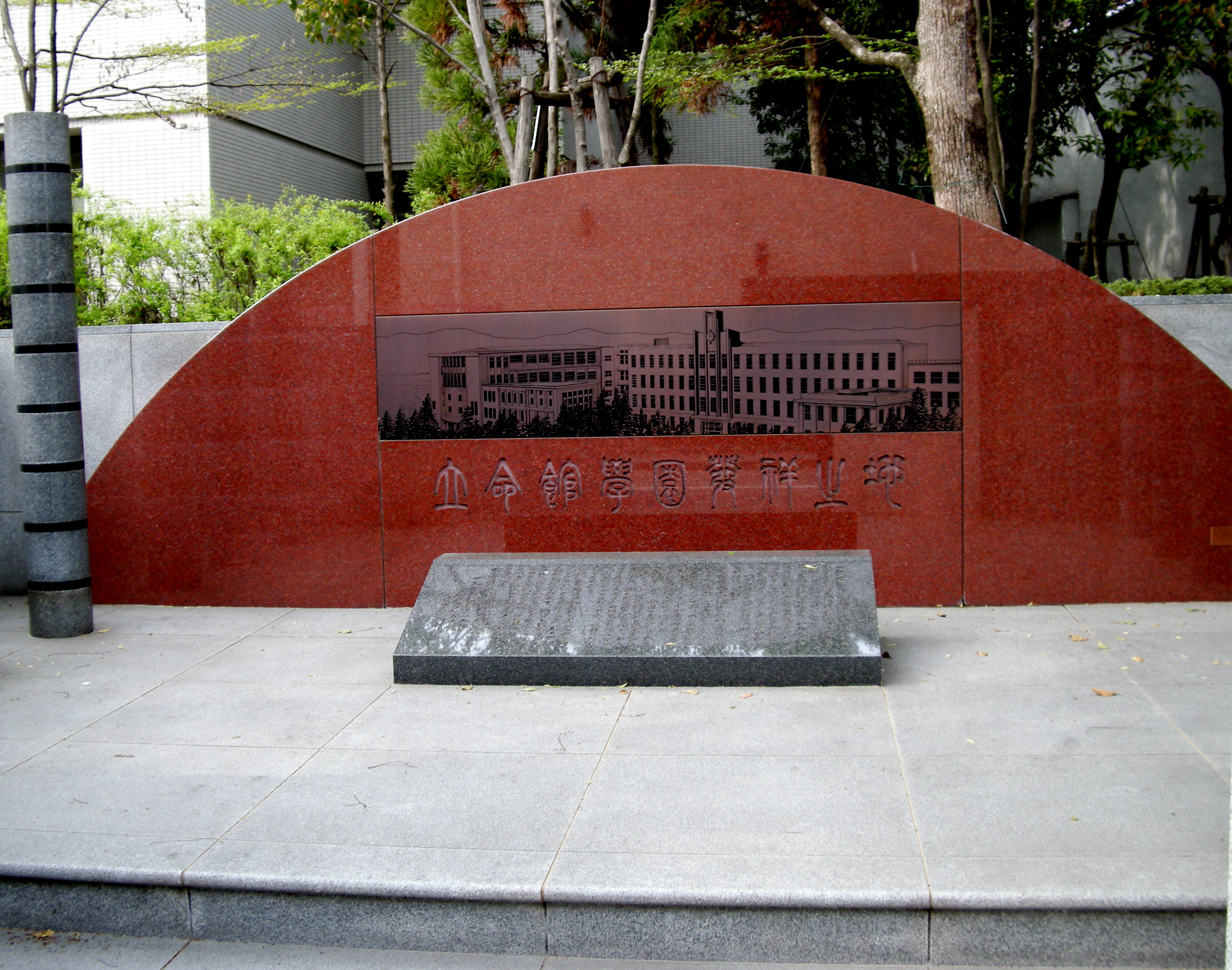
立命館学園発祥之地の碑

- 立命館学園発祥地碑文（京都府立医大図書館内）

## 活動
- 「今井凌雪と門人」展（奈良市杉岡華邨書道美術館、2008年4月19日 - 2008年7月13日）